# 卡约里环形山
卡约里环形山（Cajori）是月球背面南半部一座古老的大撞击坑，约形成于45.5-39.2亿年前的前酒海纪，其名称取自瑞士裔美籍数学史学家弗洛里安·卡乔里（1859年-1930年），1970年被国际天文学联合会批准接受。

## 描述

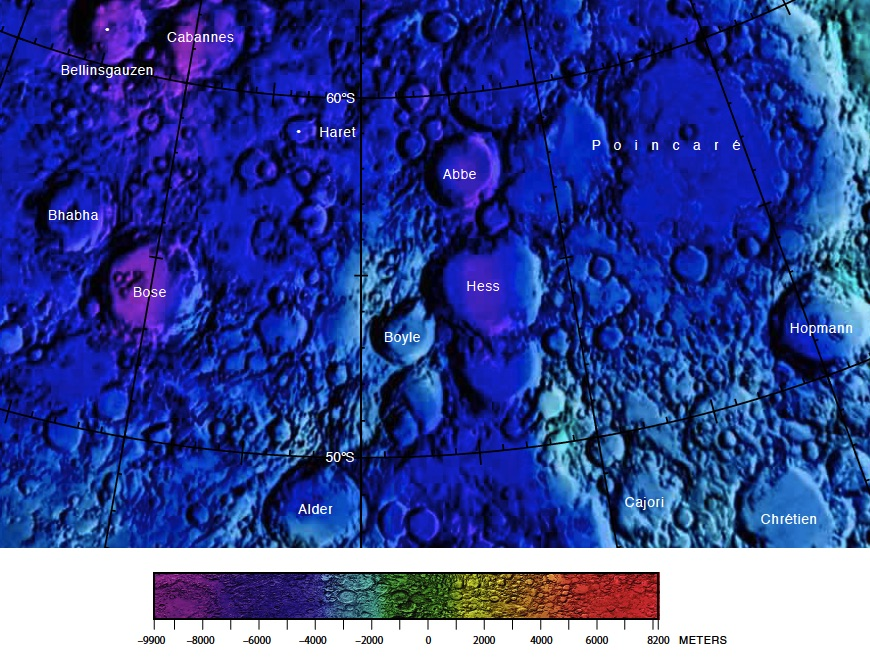
卡约里环形山的周边，月球南极附近区域详图（下为北）。

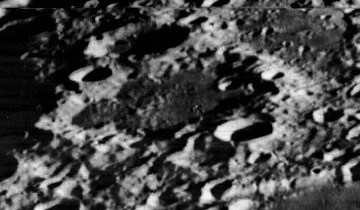
月球轨道器2号拍摄的南向斜视图

该陨坑西侧和北面毗邻更大的克雷蒂安环形山和奥雷姆环形山、东北坐落了巨大的环壁平原-冯·卡门环形山，赫斯环形山位于它的东南、往西南更远则横亘了已磨损的霍普曼环形山。该陨坑中心月面坐标为47°40′S 168°42′E / 47.67°S 168.7°E，直径74.65公里，深度约2.775公里。
卡约里环形山位于庞大的南极-艾托肯盆地内，外观轮廓呈不规则多边形状。由于存续期悠长，它几乎已完全损毁。破碎的坑壁覆盖了众多大小不一的撞击坑，其中最突出的是连接在东南侧坑壁上的卫星坑“卡约里 K”。卡约里环形山的残壁最大高出周边地形1320米，内部容积约5049.82立方千米。坑内地表西部平坦，而东部较崎岖，表面只散布有一些细小的坑穴，靠东北覆盖了一座较大的废墟坑残迹。

## 卫星陨石坑
按惯例，最靠近卡约里环形山的卫星坑在月图上以字母标注在该坑中心点的旁边。

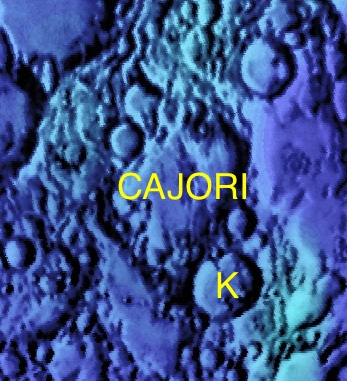
LAC-119 区域图

| 卡约里 | 纬度     | 经度      | 直径      |
| ------ | -------- | --------- | --------- |
| K      | 49.29° S | 169.62° E | 30.64公里 |

## 另请参阅
- Andersson, L. E.; Whitaker, E. A. . NASA RP-1097. 1982.
- Blue, Jennifer. . USGS. July 25, 2007  [2007-08-05]. （原始内容存档于2012-04-08）.
- Bussey, B.; Spudis, P. . New York: Cambridge University Press. 2004. ISBN 978-0-521-81528-4.
- Cocks, Elijah E.; Cocks, Josiah C. . Tudor Publishers. 1995. ISBN 978-0-936389-27-1.
- McDowell, Jonathan. . Jonathan's Space Report. July 15, 2007  [2007-10-24]. （原始内容存档于2012-05-26）.
- Menzel, D. H.; Minnaert, M.; Levin, B.; Dollfus, A.; Bell, B. . Space Science Reviews. 1971, 12 (2): 136–186. Bibcode:1971SSRv...12..136M. doi:10.1007/BF00171763.
- Moore, Patrick. . Sterling Publishing Co. 2001. ISBN 978-0-304-35469-6.
- Price, Fred W. . Cambridge University Press. 1988. ISBN 978-0-521-33500-3.
- Rükl, Antonín. . Kalmbach Books. 1990. ISBN 978-0-913135-17-4.
- Webb, Rev. T. W.  6th revised. Dover. 1962. ISBN 978-0-486-20917-3.
- Whitaker, Ewen A. . Cambridge University Press. 1999. ISBN 978-0-521-62248-6.
- Wlasuk, Peter T. . Springer. 2000. ISBN 978-1-85233-193-1.